# Hitech Grand Prix
A Hitech Grand Prix (anteriormente conhecida como Hitech Racing; comumente conhecida como Hitech GP e atualmente competindo como Hitech TGR por razões de patrocínio) é uma equipe britânica de automobilismo que foi fundada em 2002 por Dennis Rushen e David Hayle. A Hitech começou a correr na Fórmula 3 Britânica em 2003. Atualmente, a equipe compete no Campeonato de Fórmula 2 da FIA, no Campeonato de Fórmula 3 da FIA, no Campeonato GB3, na Fórmula Regional do Oriente Médio, na Fórmula 4 Britânica, na Fórmula 4 dos Emirados Árabes Unidos.

## História

### Fórmula 3
Na sua primeira temporada, a Hitech somou cinco pole position e seis pódios, com os pilotos Danny Watts e Eric Salignon. Andrew Thompson também contribuiu para algumas classificações nos pontos. Danny Watts terminou o Campeonato Britânico de Fórmula 3 no 5º lugar, numa temporada em que teve uma vitória memorável em Castle Combe. No Korea Super Prix, o piloto cliente Richard Antinucci conseguiu a primeira vitória internacional da Hitech.
Na segunda temporada, Andrew Thompson continuou na equipe e a ele juntaram-se os pilotos Marko Asmer e James Walker, mas a Hitech não somou qualquer pódio, embora tivesse estado lá perto em algumas ocasiões. Marki Asmer terminou o campeonato em 10º lugar.
Em 2005, a Hitech continuou com Marko Asmer e a ele se juntou Tim Bridgman, que veio da Fórmula BMW. Marko Asmer foi o melhor dos dois, somando 5 segundos lugares, mas falhando as vitórias. O piloto da Estônia terminou o campeonato em 4º lugar.
Para 2006, James Walker regressou à Hitech, onde teve James Jakes e Salvador Durán como colegas de equipe. James Jakes acabou em 8º, James Walker em 9º e Salvador Durán em 10º, numa má temporada, em que a Hitech só teve um pódio, obtido por James Walker.
Em 2007, a Hitech teve novamente os serviços de Marko Asmer, e a ele se juntou o austríaco Walter Grubmuller, para a disputa do Campeonato Britânico de Fórmula 3. A Hitech e Marko Asmer conseguiram o título, com 11 poles, 11 vitórias (em 22 corridas) e 9 voltas mais rápidas. Marko Asmer assegurou o título antes da etapa final e no final a margem foi de 85 pontos para o 2º classificado, Maro Engel.

### GP2 Series
Em 2004, a Hitech fez uma parceria com a Piquet Sports para participar na GP2 Series. Até 2007, a equipe participou no campeonato como Minardi Piquet Sports.

### Superleague Fórmula
Em 2008, a Hitech foi a equipe responsável por colocar em disputa os carros do Liverpool F.C. e, mais tarde, do F.C. Porto, conseguindo duas vitórias com o clube inglês e uma com o clube português.
Em 2009, a Hitech continuou a competir com o Liverpool F.C. e com o F.C. Porto, clubes aos quais se junta o FC Midtjylland com apoio técnico desta equipe.

### Fórmula 2
Em janeiro de 2020, a Hitech anunciou que ia ingressar no Campeonato de Fórmula 2 da FIA na temporada de 2020.

## Propriedade
Fundada em 2002 por Dennis Rushen e David Hayle como HiTech Racing Ltd. Em 2015, Hayle em parceria com Oliver Oakes transformou a empresa e seus ativos em uma nova empresa, a HiTech Grand Prix Ltd, para competir no Campeonato Europeu de Fórmula 3 da FIA. Em 2016, a Hitech uniu forças com a ART Grand Prix, para fazer uma temporada completa no Campeonato Europeu de Fórmula 3. Após o ingresso de Nikita Mazepin como piloto, a HiTech também ganhou a empresa russa de minerais Uralkali como patrocinador e propriedade parcial de Dmitry Mazepin. Nos anos seguintes, Mazepin aumentou sua participação por meio da empresa de investimentos Bergton Management Ltd, com sede em Chipre, para 75%. Em março de 2022, após a Invasão da Ucrânia pela Rússia, as ações detidas pela Bergton Management Ltd foram cedidas a Oakes, que assumiu o controle total da empresa. Oakes formou uma nova empresa, a Hitech Global Holdings Ltd, em 11 de março de 2022, para assumir o controle das ações, formada apenas três dias depois que Mazepin e seu filho foram sancionados pelo governo do Reino Unido e pela União Europeia, Em junho de 2023, a Hitech anunciou que o empresário cazaque Vladimir Kim havia comprado uma participação de 25% na empresa.

## Títulos
Campeonatos de equipes
- Fórmula 3 Sul-Americana: 2013
- Campeonato Asiático de Fórmula 3: 2018 e 2019
- Categoria de inverno da F3 Asiática: 2019

Campeonatos de pilotos
- Fórmula 3 Britânica: 2007 (Marko Asmer)
- Fórmula 3 Sul-Americana: 2013 (Felipe Guimarães)
- Campeonato Asiático de Fórmula 3: 2018 (Raoul Hyman) e 2019 (Ukyo Sasahara)
- Categoria de inverno da F3 Asiática: 2019 (Rinus VeeKay)